# Gendarmenmarkt
Le Gendarmenmarkt (en français : « Place du Marché des Gendarmes ») est une place située au centre de Berlin, dans l'arrondissement de Mitte et le quartier historique de Friedrichstadt. Elle est bordée par le Konzerthaus (salle de concert) et les deux cathédrales réformées (française et allemande). Au centre, se dresse une statue du célèbre poète Frédéric Schiller.
La place fut créée par Georg Christian Unger à la fin du XVIIe siècle sous le nom de Linden-Markt. Son nom actuel lui vient du régiment cuirassier de gens d'armes qui y fut installé par Frédéric Guillaume Ier au début du XVIIIe siècle et qui y demeura jusqu'en 1773. Avec le concours de l'architecte Gontard, le roi Frédéric II entreprit en 1774 l'embellissement de la place. Il fit alors détruire les écuries et édifier le théâtre de la Comédie française, remplacé ultérieurement par le Théâtre allemand de Langhans.
Pendant la Seconde Guerre mondiale la plupart des immeubles furent détruits ou fortement endommagés. Les travaux de reconstruction furent financés par la RDA et durèrent de 1977 à 1983. Les principaux monuments ont été reconstruits à l'identique.
- La Deutscher Dom (« cathédrale allemande ») est au sud de la place. Elle a une structure pentagonale conçue par Martin Grünberg et fut construite en 1708 par Giovanni Simonetti (de). Elle fut modifiée par Carl von Gontard en 1785 par l'ajout de la tour avec dôme. Elle héberge désormais un musée de l'histoire de l'Allemagne.
- Le Konzerthaus est le bâtiment le plus récent puisque construit en 1821 par Karl Friedrich Schinkel comme le Schauspielhaus sur les ruines du théâtre national détruit par un incendie en 1817. Il accueille en résidence le Konzerthausorchester Berlin.
- Le Temple français de la Friedrichstadt (Französischer Dom) (« cathédrale française »), église réformée construite par les exilés huguenots entre 1701 et 1705 d'après le modèle de l'ancien Temple de Charenton, situé près de Paris et qui fut détruit. La tour et les portiques dessinés par Carl von Gontard furent ajoutés en 1785. Elle possède une plateforme panoramique, un restaurant et un musée huguenot.

Depuis quelques années, la place est redevenue un lieu de séjour et de rencontres très fréquenté par les Berlinois comme par les touristes. De nombreuses manifestations s'y déroulent chaque année, notamment un marché de Noël ou encore des concerts en plein air. Chaque été, le Gendarmenmarkt sert aussi de cadre romantique pour la série de concerts Classic Open Air : sur les marches de la Konzerthaus, l'orchestre joue des classiques enjoués tandis que le soleil se couche lors des douces soirées d'été. 
L'intensité de ces nouveaux usages a récemment conduit le Sénat de Berlin à envisager la restructuration de la place, dans le cadre d'un projet intitulé Zukunft Gendarmenmarkt (« Futur Gendarmenmarkt »), en cours de concertation.

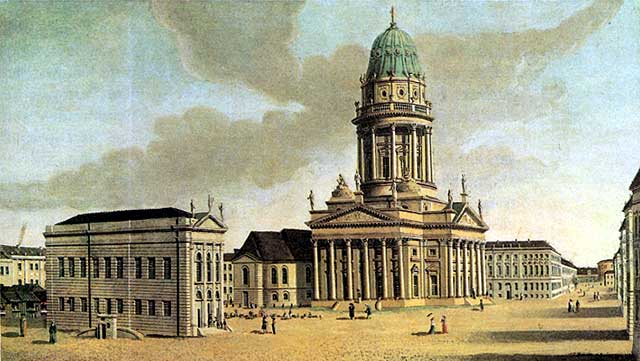
Gendarmenmarkt avec maison de la Comédie française (de) (à gauche), tableau de Carl Traugott Fechhelm (de), 1788.
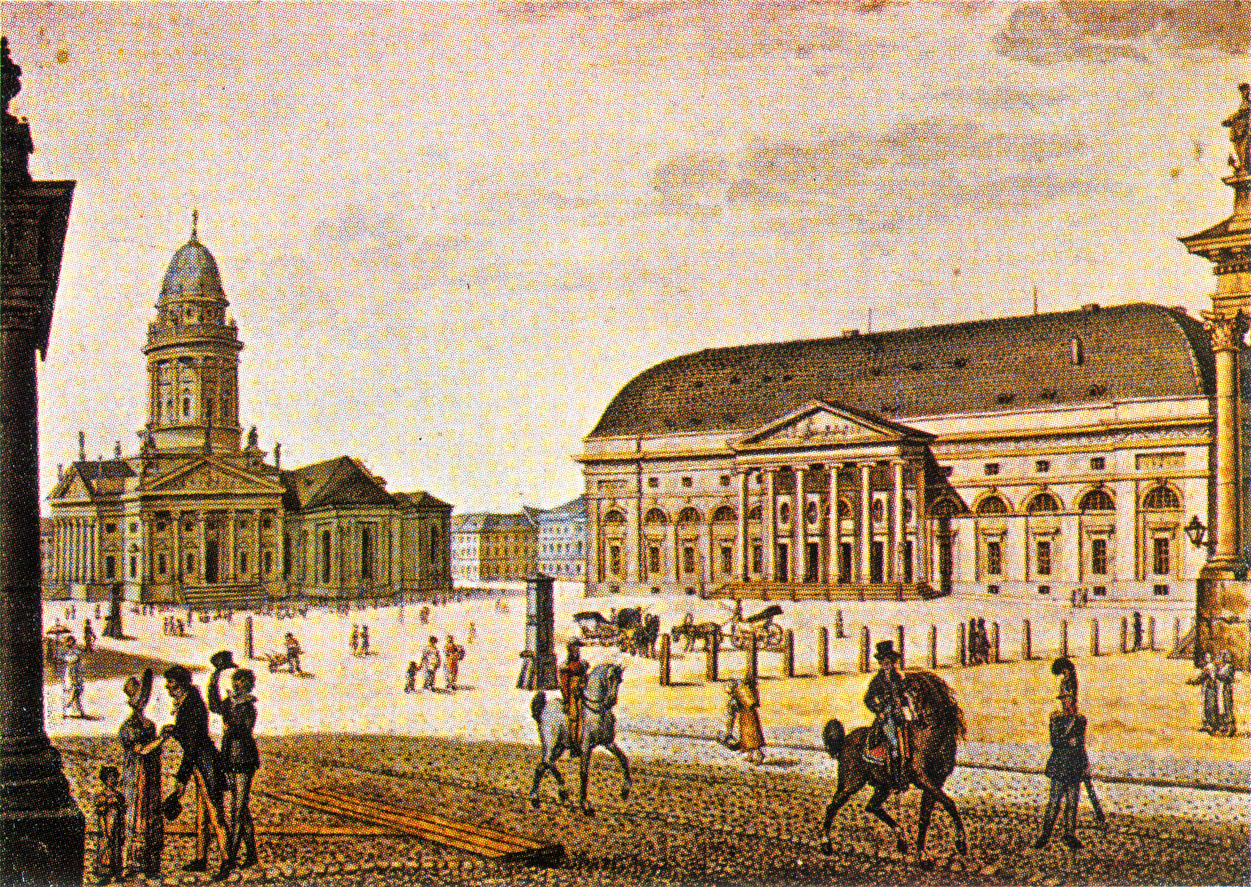
Gendarmenmarkt avec le théâtre national (à droite), aquarelle de Friedrich August Calau, vers 1815.